# Аржантёй
Аржантёй (фр. Argenteuil) — северо-западное предместье Парижа (12 км от центра города), с юридическим статусом коммуны департамента Валь-д'Уаз. Центр одноимённой субпрефектуры Аржантёй, объединяющей семь коммун. При населении 101 300 человек (2005) Аржантёй — второе по численности предместье Парижа после Булонь-Биянкура.

## История
Основана в VII веке королём франков Хильбертом III как монастырь. Первое упоминание названия Argentoialum (от лат. argentum, серебро) датировано 697 годом. Монастырь известен также по его роли в истории Абеляра и Элоизы (XII век). В 1544 по приказу Франциска I началось строительство крепостных укреплений вокруг города, а в 1567 гугеноты разорили древний монастырь. В XVIII веке здесь были расквартированы швейцарские гвардейцы королей Франции.
В начале XIX века укрепления были срыты; обломки стен и грунт использовали для укрепления низменных берегов Сены (современный Бульвар Элоизы). В 1832 году в Аржантёе построили мост через Сену, а с постройкой железной дороги в 1851 году город стал модным местом отдыха парижан.
В конце XIX века в Аржантёе, вдоль берега Сены, были построены металлургический завод Жоли и механические производства, а во время Первой мировой войны город стал центром авиационной промышленности (заводы Breguet Aviation, Dassault Aviation, Lorraine Dietrich, Donnêt-Levequе). К 1921 году в городе было более сотни промышленных предприятий. Во время Второй мировой войны 36 % построек в городе было разрушено воздушными бомбардировками. При вишистах в городе действовал концентрационный лагерь для интернированных иностранцев.

## Аржантёй в искусстве
Художники-импрессионисты сделали Аржентёй знаменитым на весь мир. Город и его окрестности изображены на многочисленных полотнах Мане, Моне, Кайботта, Ренуара, Сислея.

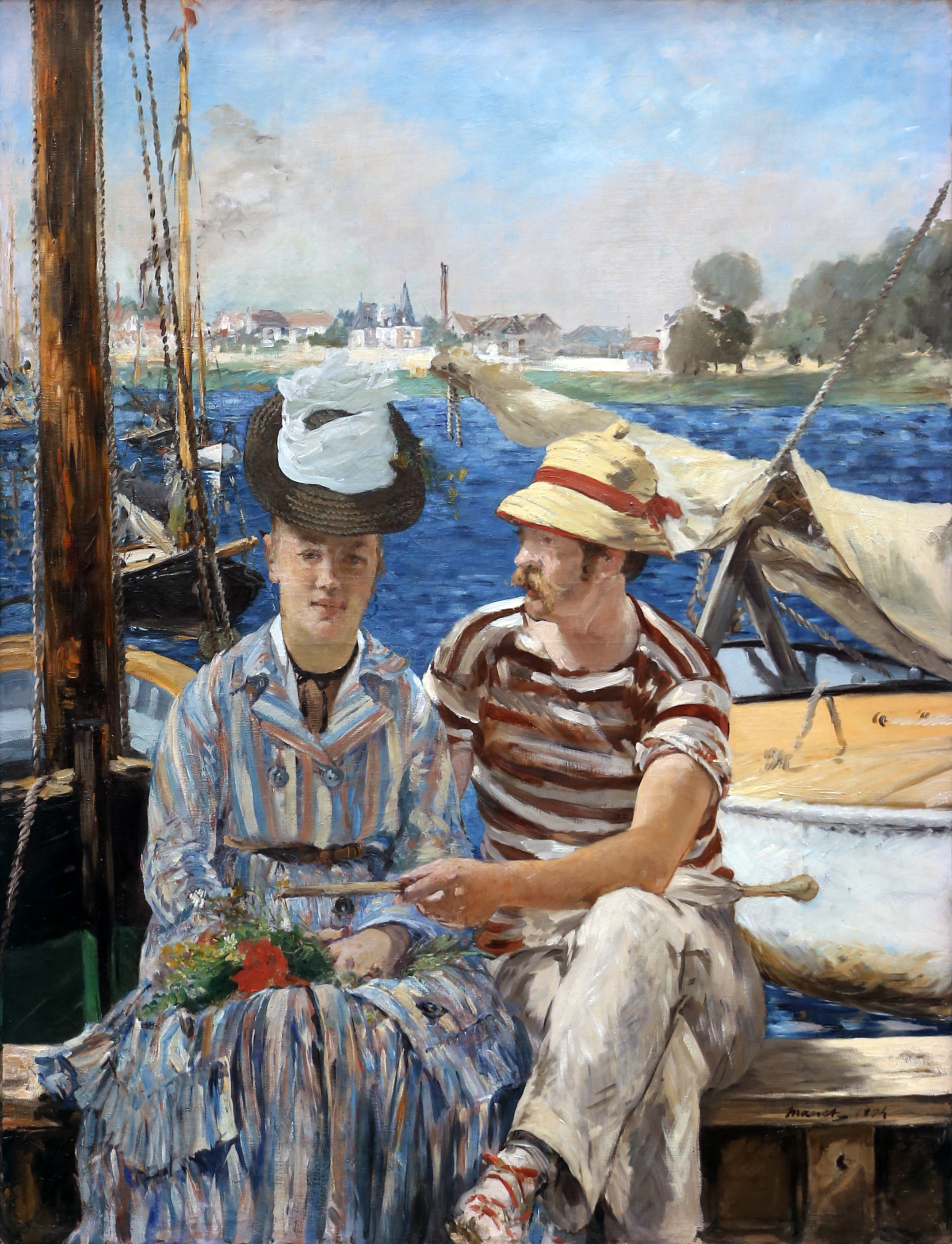
«Аржантёй», Эдуард Мане, 1874, Музей изящных искусств, Турне
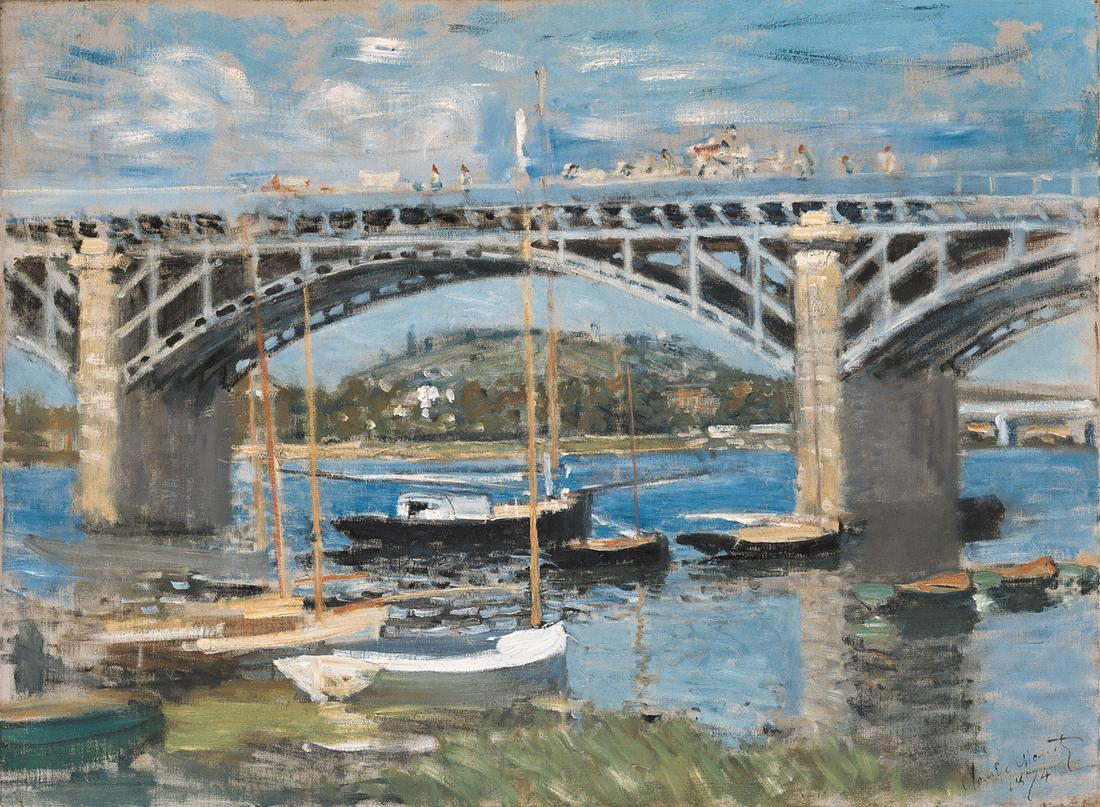
«Сена в Аржантёйе», Клод Моне, 1874, Новая пинакотека
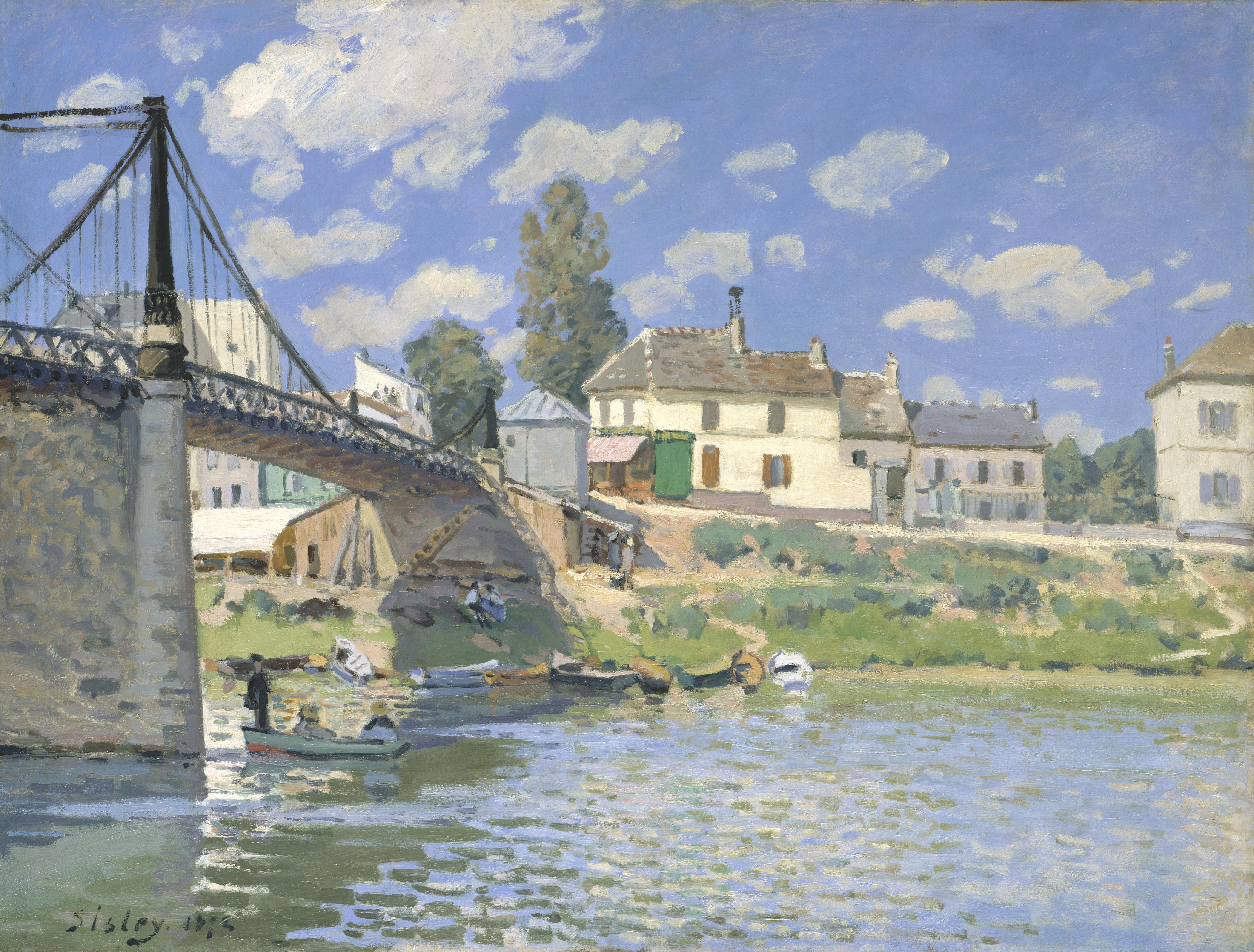
«Мост в Вильнев-ла-Гаренн», Альфред Сислей, 1872, музей Метрополитен
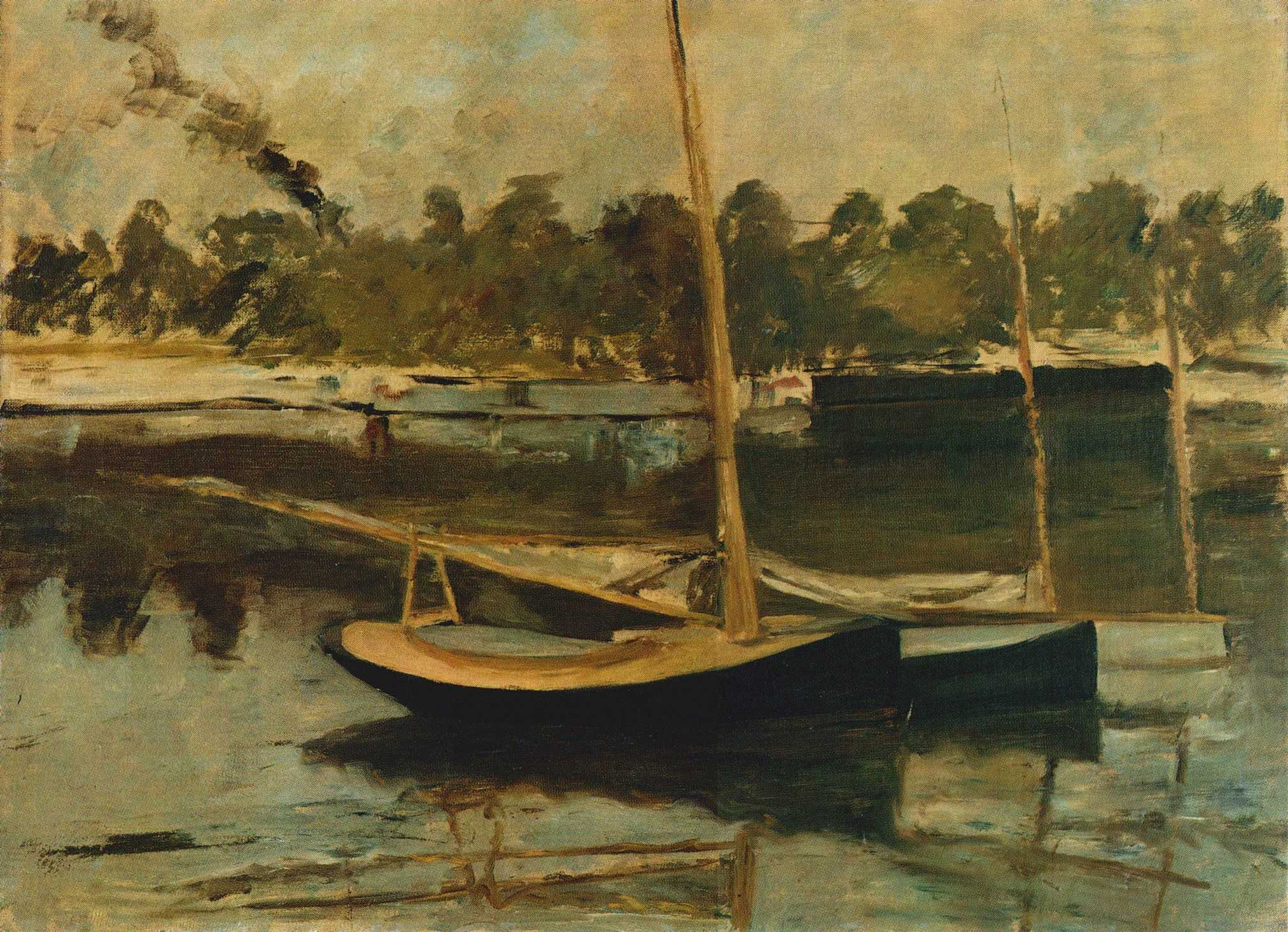
«Яхты в Аржантёйе», Эдуард Мане, 1874, Национальный музей Кардиффа
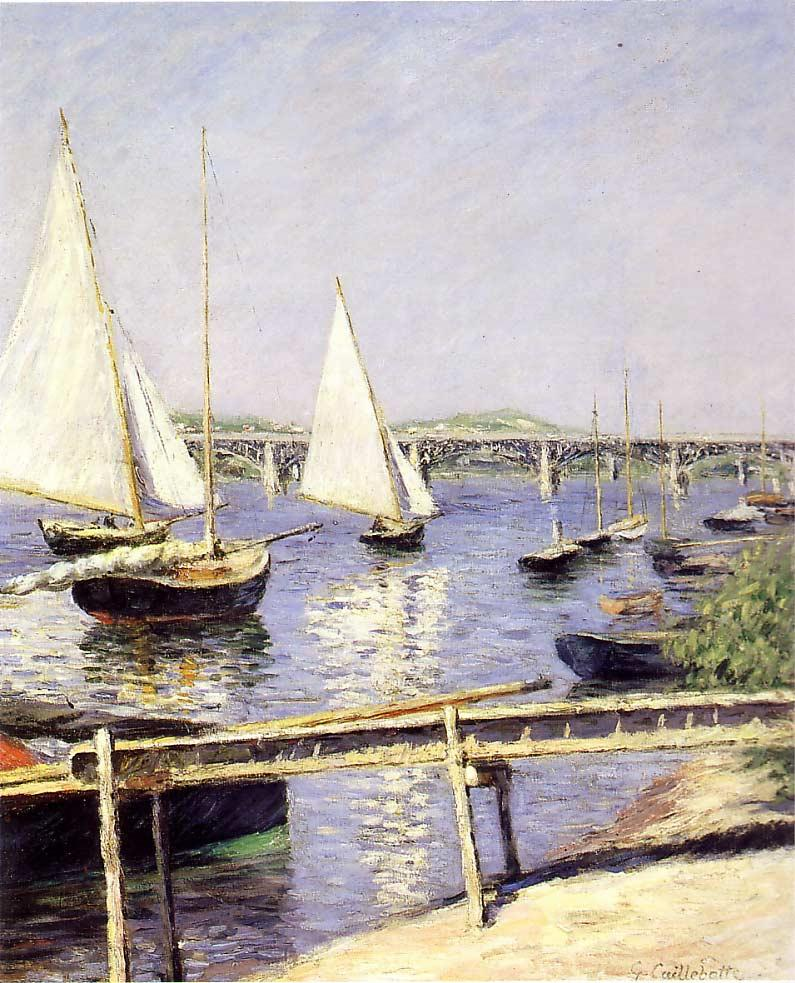
«Лодки в Аржантёйе», Гюстав Кайботт, 1888, музей Орсе

## Города-побратимы
- Алессандрия, Италия
- Дессау-Рослау, Германия
- Хунедоара, Румыния
- Западный Дамбартоншир, Шотландия